# Abajo espera la Muerte
Abajo espera la Muerte es un melodrama español del año 1965 dirigido por Juan de Orduña y ambientado en el entorno del circo, con una pareja entonces de moda en las revistas frívolas (Espartaco Santoni y Tere Velázquez). 

## Argumento
Muestra las andanzas de un trapecista, sus escarceos amorosos y las relaciones con sus compañeros de pista. En Italia se estrenó con el título de: Delitto d'amore. Color.

## Canciones
Motivo de Amar (Motivo d'amore), cantada por Valeria Fabrizi y Los Sonor.